# 1396

## Evenimente

#### Septembrie
- 25 septembrie: Bătălia de la Nicopole (Cruciada de la Nicopole). A fost purtată între o armată aliată franco – valaho – maghiară și Imperiul Otoman, încheiată cu victoria decisivă a turcilor.

- Timișoara este punctul de plecare pentru Cruciada de la Nicopole.

## Nașteri
- 31 iulie: Filip cel Bun, Duce de Burgundia (d. 1467)

## Decese
- 25 septembrie: Jean de Vienne  (n. 1341)
- 1 martie: Ioan de Görlitz prinț ceh, fiul împӑratului Carol al IV-lea (n. 1370)